# Kanton Pons
Pons is een kanton van het Franse departement Charente-Maritime. Het kanton maakt deel uit van het arrondissement Jonzac.

## Gemeenten
Het kanton Pons omvatte tot 2014 de volgende 19 gemeenten:
- Avy
- Belluire
- Biron
- Bougneau
- Brives-sur-Charente
- Chadenac
- Coulonges
- Échebrune
- Fléac-sur-Seugne
- Marignac
- Mazerolles
- Montils
- Pérignac
- Pons (hoofdplaats)
- Rouffiac
- Saint-Léger
- Saint-Seurin-de-Palenne
- Saint-Sever-de-Saintonge
- Salignac-sur-Charente

Na de herindeling van de kantons bij decreet van 27 februari 2014, met uitwerking op 22 maart 2015 omvat het kanton volgende gemeenten:
- Avy
- Belluire
- Biron
- Bois
- Boisredon
- Bougneau
- Chadenac
- Champagnolles
- Courpignac
- Échebrune
- Fléac-sur-Seugne
- Givrezac
- Lorignac
- Marignac
- Mazerolles
- Mirambeau
- Mosnac
- Plassac
- Pons
- Saint-Bonnet-sur-Gironde
- Saint-Ciers-du-Taillon
- Saint-Dizant-du-Gua
- Saint-Fort-sur-Gironde
- Saint-Genis-de-Saintonge
- Saint-Georges-des-Agoûts
- Saint-Germain-du-Seudre
- Saint-Grégoire-d'Ardennes
- Saint-Léger
- Saint-Martial-de-Mirambeau
- Saint-Palais-de-Phiolin
- Saint-Quantin-de-Rançanne
- Saint-Seurin-de-Palenne
- Saint-Sorlin-de-Conac
- Saint-Thomas-de-Conac
- Sainte-Ramée
- Salignac-de-Mirambeau
- Semillac
- Semoussac
- Soubran